# Gintaras Balčiūnas
Gintaras Balčiūnas (ur. 2 kwietnia 1964) – litewski prawnik, adwokat i polityk, minister sprawiedliwości w latach 1999–2000.

## Życiorys
W 1989 ukończył studia na Wydziale Prawa Uniwersytecie Wileńskim.
Po ukończeniu studiów przez rok pracował w prokuraturze. Od 1990 do 1993 był doradcą ds. prawnych rady miejskiej w Poniewieżu, a w latach 1992–1993 przewodniczył poniewieskiej komisji prywatyzacyjnej. Od 1993 pracował jako prawnik w kancelarii adwokackiej. W 1997 otworzył własną praktykę adwokacką.
W latach 1998–1999 pełnił funkcję wiceministra sprawiedliwości, od 10 czerwca 1999 do 9 listopada 2000 stał na czele resortu.
Od 1998 wykładał prawo cywilne i handlowe Uniwersytecie Michała Römera w Wilnie. Był partnerem w spółce adwokackiej "Jurevičius, Balčiūnas ir Bartkus". Od 2009 kieruje kancelarią "Balčiūnas ir partneriai".